# Eburodacrys martinezi
Eburodacrys martinezi es una especie de escarabajo longicornio del género Eburodacrys, tribu Eburiini, subfamilia Cerambycinae. Fue descrita científicamente por Martins en 1997.

## Descripción
Mide 17-22,7 milímetros de longitud.

## Distribución
Se distribuye por Argentina y Bolivia.